# Faping
Faping (kinesiska: 法坪乡, 法坪) är en socken i Kina. Den ligger i provinsen Sichuan, i den sydvästra delen av landet, omkring 460 kilometer söder om provinshuvudstaden Chengdu. Antalet invånare är 1 853. Befolkningen består av 844 kvinnor och 1 009 män. Barn under 15 år utgör 22,0 %, vuxna 15-64 år 64 %, och äldre över 65 år 12,0 %.
Genomsnittlig årsnederbörd är 1 047 millimeter. Den regnigaste månaden är juli, med i genomsnitt 266 mm nederbörd, och den torraste är januari, med 4 mm nederbörd.